# Región umbilical
En anatomía, la región umbilical o mesogastrio, una de las nueve regiones arbitrarias en que se divide al abdomen, es el área que rodea a la cicatriz umbilical (ombligo). Se encuentra por debajo del epigastrio, por encima del hipogastrio y entre los flancos derecho e izquierdo.
Esta región contiene al epiplón mayor, el mesenterio, el colon transverso, el intestino delgado y una porción de la aorta torácica.